# لوکیوس تارکوئینیوس پریسکوس
لوکیوس تارکوئینیوس پریسکوس (به لاتین: Lucius Tarquinius Priscus) که تارکوئینیوسِ بزرگ‌تر نیز نامیده می‌شود، پنجمین پادشاه روم بود که از ۶۱۶ تا ۵۷۸ قبل از میلاد سلطنت کرد. او پدر یا پدربزرگ آخرین پادشاه روم، لوکیوس تارکوئینیوس متکبر، بود.

## پیش از پادشاهی

### نسب
بر طبق نوشته‌های تیتوس لیویوس در از پیدایش روم، نام او در زمان تولد لوکومو بود. ماجرای تولدش چنین بود که فردی یونانی به‌نام دماراتوس اهل کورینت، از شهر یونانی کورینت به شبه‌جزیره ایتالیا مهاجرت کرد و تصادفاً در شهر تارکوئینیئی ــ در شمال‌مرکزی ایتالیا و از شهرهای اتروسکان ــ ساکن شد و همان‌جا با زنی ازدواج کرده از او دو پسر به‌نام‌های لوکومو و آرونس آمد. آرونس، در حالی‌که زنش حامله بود، مُرد و پدرش نیز، بی‌اطلاع از حاملگی عروس خود، کمی بعد از او درگذشت، بی‌آنکه در وصیت‌نامه‌اش اشاره‌ای به نوه‌اش کرده باشد. پس چون این نوه به‌دنیا آمد، او را اگریوس نامیدند که در لاتین به‌معنای «مستمند» است. پس لوکومو وارث تمام اموال پدر شد و با زنی ثروتمند و از اشرافیان اتروسکی به‌نام تاناکوئیل ازدواج کرد. او مردی جاه‌طلب بود اما در این شهر (=تارکوئینیئی) هیچ فرصت رشد و ترقی نداشت و اتروسکان او را به‌سبب بیگانه و مهاجر بودنِ پدرش مسخره می‌کردند و زنش نیز تاب این تمسخرها را نداشت. زنش مطلع بود که روم شهری تازه‌تأسیس و جوان و، در نتیجه، مهاجرپذیر است و در آن مناصب را بر اساس شایستگی تقسیم می‌کنند. پس شوهرش را قانع کرد که به روم مهاجرت کنند. لوکومو، که تارکوئینیئی را صرفاً از سمت مادر (نه پدر) وطن خود می‌دانست و چندان احساس میهن‌دوستی نسبت‌به آن نداشت، پیشنهاد همسرش را پذیرفته باروبندیلشان را بستند و سوار بر گردونه‌ای رهسپار روم شدند.

### مهاجرت به روم و ورود به دربار پادشاه

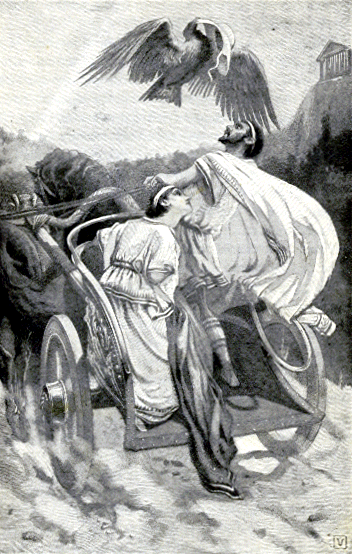
عقابی کلاه تارکوئینیوس را می‌رباید.

پیش از رسیدن به روم، وقتی لوکومو و همسرش سوار بر ارابه بودند، عقابی سررسید و در یک چشم به هم زدن کلاه او را از سرش برگرفت و به سرعت به بالا رفت. اما اندکی بعد به همان‌جا بازگشت و کلاهش را درست بر سرش بازنهاد. تاناکوئیل، که همچون دیگر اتروسکان در پیشگویی و فال‌گیری مهارت داشت، از این پدیده بسیار شادمان شد و آن را به فال نیک گرفت و معتقد بود که از عظمت آیندهٔ لوکومو خبر می‌دهد. پس چون به روم رسیدند، لوکومو نام لوکیوس تارکوئینیوس پریسکوس بر خود نهاد. بیگانگی و ثروتش او را در چشم رومیان انگشت‌نما کرده بود. او نسبت‌به شهروندان رومی حسن نیت و سخاوت و خوش‌خلقی نشان می‌داد، تا آنجا که داستانش به گوش شاه روم، آنکوس مارکیوس، رسید و موفق به جلب اعتماد و احترام او شد و در شمار محارم شاه درآمد، چنان‌که پادشاه فرمود که او سرپرست و مربی پسرانش شود.

### انتخاب به پادشاهی
در سال ۶۱۶ ق. م، آنکوس مارکیوس، چهارمین پادشاه روم، درگذشت. تارکوئینیوس پریسکوس، به‌رغم اتروسکی و مهاجر بودنش و به‌سبب جاه‌طلبی ذاتی‌اش، می‌خواست پادشاه شود. پس دو پسرِ آنکوس را به‌بهانهٔ شکار به بیرون شهر فرستاد و نشست مردمی را تشکیل داد و در آن نطقی از پیش آماده‌شده ایراد کرد. او در این نطق گفت که تیتوس تاتیوس، پادشاه سابینان، نه‌تنها یک بیگانه، که یک دشمن بوده ولی به پادشاهی مشترک با رومولوس نصب شده بود، نوما پومپیلیوس نیز یک سابین بوده و بی‌آنکه خودش خواسته باشد به پادشاهی برگزیده شد. پس چطور اویی که با همسرش به روم مهاجرت کرده و بیشتر عمرش را در روم سپری کرده تا در شهر زادگاهش و حقوق و آداب رومی را نیز نزد پادشاه فراگرفته بود نتواند شاه شود؟ توده‌ها تحت‌تأثیر نطقش قرار گرفتند و با اکثریتی قاطع او را به پادشاهی برگزیدند. او پس از شاه شدنش نیز به جاه‌طلبی ادامه داد و صد تن سناتور جدید را، که همگی از طرفداران خودش بودند، به سناتوری نصب کرد؛ و این دسته را «برخاسته از خاندان‌های کهتر» نامیدند که حزب سرسپردهٔ او شدند.

## دوران سلطنت

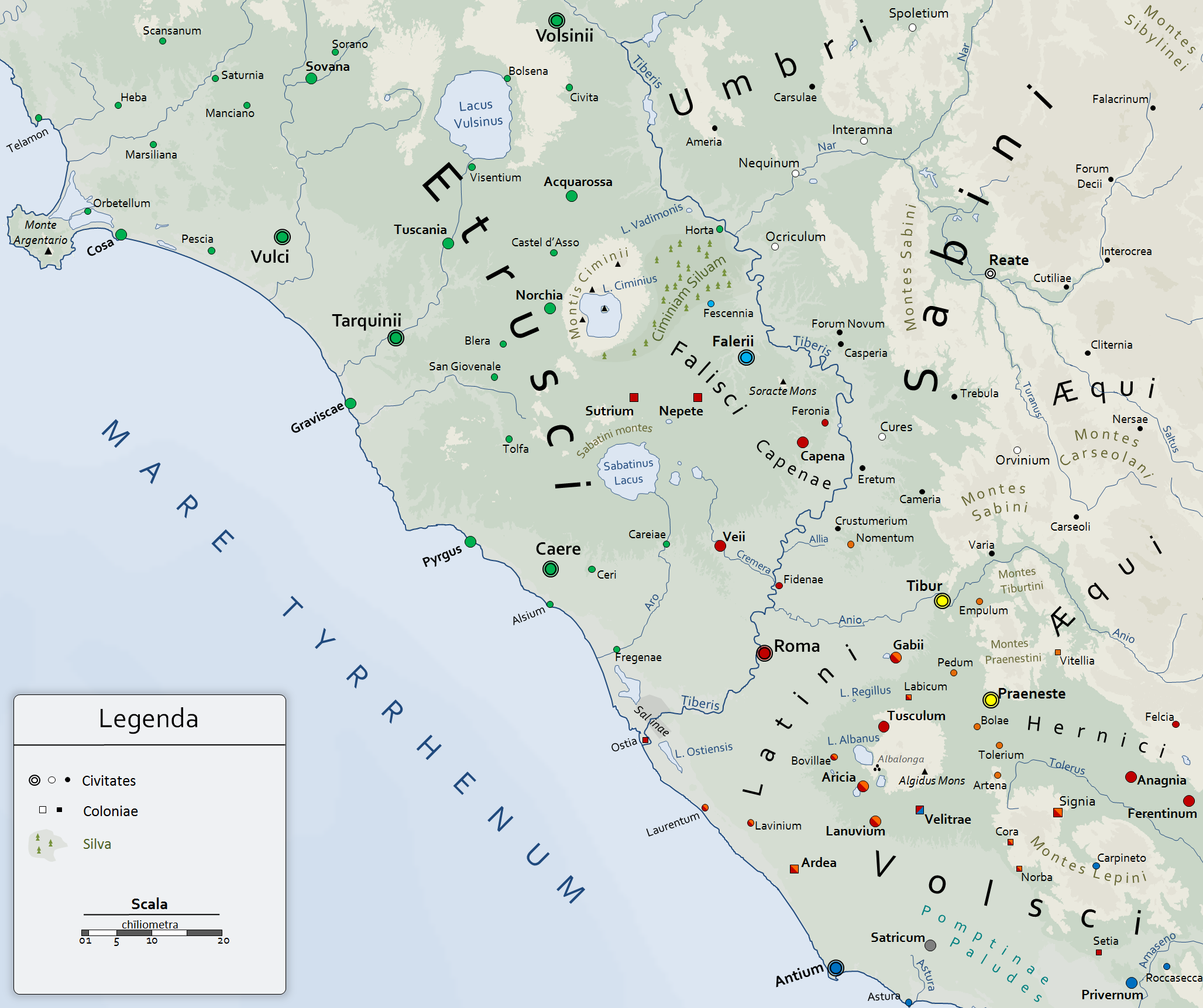
نقشهٔ دولت‌شهر روم (در نقشه با عنوان Roma) و دولت‌شهرهای همسایه‌اش در عصری که روم هنوز کل شبه‌جزیرهٔ ایتالیا را متصرف نشده بود. مهم‌ترین رقبای پادشاهی روم در دوران اولیه اتروسکان (در نقشه با عنوان Etrusci) در شمال و ولسکیان (در نقشه با عنوان Volsci) در جنوب و سابینان (در نقشه با عنوان Sabini) در شمال‌شرقی‌اش بودند.

### جنگ‌ها
نخستین جنگش با لاتینان (ساکنان جنوب روم) بود و شهرشان آپیولای را تصرف کرد و غنایمی بیش از حد انتظار به روم سرازیر کرد. سپس سواره‌نظامش را تقویت کرد و با سابینان در جنگ شد. در این جنگ، او سپاهیانش را فرمود تا چوب‌هایی را که بر کرانهٔ رود آنیو بودند بسوزانند و در قایقی‌ها بنهند و آنان را به پای چوبین پل بکوبانند. با این کار پل آتش گرفت. با وقوع جنگ، سواره‌نطامِ تازه‌تأسیس شده دشمن را هزیمت کرد؛ عده‌ای از فراریان سر به کوه‌ها نهادند و عده‌ای دیگر به‌سوی رود آنیو شتافتند اما چون رومیان پل را سوزانده بودند در آب تلف شدند.
سپس شهر کولاتیا را از ساینان ستاند و برادرزاده‌اش اگریوس را به فرمانداری آن گماشت. سپس به جنگ لاتینان باستانی رفت و بسیاری از شهرهایشان را یکی پس از دیگری متصرف شد، از جمله کامریا، کروستومریوم و نُمنتوم.

### کارهای عمرانی
پس از فراغت از جنگ‌ها، او با روحیه و سرسختی بسیار مشغول کارهای عمرانی شد، روحیه‌ای حتی بیشتر از آنچه درطول جنگ‌ها داشت؛ زیرا نمی‌خواست مردمش در دوران صلح بیکارتر از دوران جنگ باشند. پس گرداگرد شهر را دیواری سنگی کشید، نواحیِ پَستِ میان تپه‌ها را با مجاری فاضلابی که به‌صورت شیبدار تا تیبر کشاند خشکاند و رم را به شهری پاکیزه بدل ساخت، بر تپهٔ کاپیتول پایه‌های یک معبد برای ژوپیتر را پی‌ریخت که در جنگ سابینی نذر کرده بود. و زمین‌هایی برای کیرکوس ماکسیموس اختصاص داد.
در زمان فرمانروایی او، سلطنت بر آریستوکراسی سنا فائق آمد و نفوذ فرهنگ و تمدن اتروسکی در سیاست، مهندسی، دین و هنر رومی نیرو گرفت. او هنرمندان اتروسکی و یونانی را به روم آورد و آن را با معابد پرشکوه زیور بخشید. گویا تارکوینیوس پریسکوس را بتوان نمایندهٔ قدرت رو به رشد بازرگانی و مالی در برابر زمینداران آریستوکرات دانست.

### پسربچه‌ای به‌نام سرویوس تولیوس
تیتوس لیویوس نقل می‌کند که پسربچه‌ای به‌نام سرویوس تولیوس در کاخ شاه خوابیده بود که ناگهان سرش مشتعل شد، بی‌آنکه آسیبی ببیند یا حتی بیدار شود. پس چون زوج سلطنتی را خبر کردند، تاناکوئیل اجازه نداد کسی طفل را از خواب بیدار کند، بلکه باید به اختیار خودش برخیزد. او به شوهرش گفت که باید آن کودک را با اهتمام تمام پرورش و تعلیم دهند، زیرا کودکی معمولی نیست و می‌تواند حافظ خاندان تارکوئینیان شود. پس از آن شب، ایشان با آن کودک به‌سان فرزند خودشان رفتار کردند؛ وقتی می‌خواستند دامادی برای تارکوئینیوس پیدا کنند، کسی را نیافتند که در دانش و خرد با او قابل قیاس باشد. پس شاه دخترش تارکوئینیا را به عقد ازدواج او درآورد. البته دشمنان سرویوس تولیوس و برخی تاریخ‌نگاران او را یک بَردهٔ زاده از زنی بَرده می‌دانستند؛ اما تیتوس لیویوس می‌گوید که او یک بردهٔ اشرافی بود؛ زیرا پدرش مهتر یکی از شهرهای لاتین به‌نام کُرنیکولوم بود که پس از حملهٔ قوای تارکوئینیوس بر آن شهر کشته شد و همسرش به‌دست رومیان اسیر گردید درحالی‌که سرویوس را باردار بود. اما چون تاناکوئیل نشانه‌های اشرافیت را در آن بانو دید، او را از بردگی رهاند و حتی اجازه داد آن زن در خانهٔ شاه سرویوس تولیوس را بزاید. پس لیویوس معتقد است که اسارت موقتی مادرش در دست رومیان سبب شد سرویوس را بَرده‌ای زاده از زنی برده بدانند.

### ترور
تارکوینیوس پریسکوس سی‌وهشت سال حکومت کرد. در سال ۵۷۸ ق. م، پسران آنکوس مارکیوس، که حالا به سن بلوغ رسیده بودند، خشمگین بودند که چرا سی‌وهشت سال پیش مربی‌شان ایشان را به‌بهانهٔ شکار به خارج شهر هدایت کرد و تاج‌وتخت روم را غصب کرد. می‌اندیشیدند که پس از مرگ تارکوئینیوس پادشاهی به سرویوس تولیوس می‌رسد که از بَردگان است، و همین موجب آبروریزی‌شان خواهد بود. پس یا باید تارکوئینیوس را بکشند یا سرویوس تولیوس را. اگر سرویوس را می‌کشتند، تارکوئینیوس بابت قتل دامادش انتقام‌جوی به‌مراتب مهیب‌تری می‌بود تا سرویوس، و نیز او می‌توانست شخص دیگری را به دامادی برگزیده وارث تاج‌وتختش بکند. پس تصمیم به کشتن خودِ شاه گرفتند. برای ترور، ایشان دو تن از گستاخ‌ترین چوپانان را اجیر کردند. این چوپانان با آلات حرب به نزدیکی کاخ شاه رفتند و تظاهر به دعوا کردند. پس شاه آنان را به‌حضور خواست و سبب دعوایشان را جویا شد. وقتی یکی از آنان مشغول تشریح دعوا بود، تارکوئینیوس در سخنان او دقیق شده بود که دیگری از فرصت بهره برده تبر را بلند کرده بر سر شاه کوبید. پس هر دو به بیرون جستند اما گارد شاه ایشان را دستگیر کرد. ملکه تاناکوئیل دامادش سرویوس تولیوس را جانشین او کرد.